# Léot de Brechin
Léot de Brechin foi o primeiro abade conhecido de Brechin. Ele aparece em três cartas. A primeira delas é uma carta escoto - latina registrada nas notitiae no Livro de Deer, uma carta que data explicitamente do "oitavo ano do reinado de Davi" (1131) que o denomina "Léot ab Brecini". A segunda delas é uma carta do rei Davi I da Escócia, datada por Archibald Lawrie em 1150, concedendo as terras de "Nithbren" e "Balcristin" à Abadia de Dunfermline, onde ele é chamado de "Leod abbate de Breichin". A terceira delas é uma carta concedida pelo rei Davi à igreja de Santa Maria de Haddington datada de 1141 menciona um "Leod de Brechin".
Ele era quase certamente o pai do primeiro bispo conhecido de Brechin, Sansão.